# Czynnik I
Czynnik I (ang. Complement factor I, CFI) – białko biorące udział w regulacji działania dopełniacz.
Jego działanie polega na rozcinaniu związanych na powierzchni komórki lub występujący w środowisku płynnym składników dopełniacza C3b i C4b.
Czynnik I jest proteazą serynową, która rozcina łańcuch polipeptydowy
składnika C3b (powstaje C3bi) oraz C4b (powstaje  C4bi). Przy obecności czynnika H lub receptora dopełniacza 1, czynnik I odcina 17-aminokwasowy fragment z C3b, w wypadku C4b przez odcinanie kolejnych fragmentów powstają C4bi, C4c i C4d. Czynnik I niekiedy był nazywany inaktywatorem C3b/C4b.
Gen dla czynnika I u ludzi zlokalizowany jest na chromosomie 4. Jest on syntetyzowany w wątrobie, jako prekursor o masie cząsteczkowej  88 kDa, który jest potem przekształcany przez enzym furynę do właściwego czynnika I, który jest heterodimerycznym białkiem złożonym z łańcucha ciężkiego (reszty aminokwasowe 19-335, m. cz. 51 kDa) i łańcucha lekkiego (reszty aminokwasowe 340-583, m. cz. 37 kDa) połączonych mostkiem dwusiarczkowym.